# Theretra radiosa
Theretra radiosa är en fjärilsart som beskrevs av Rothschild och Jordan 1916. Theretra radiosa ingår i släktet Theretra och familjen svärmare. Inga underarter finns listade i Catalogue of Life.